# Dutasterida
Dutasterida, vendida como Avodart e outros, é uma medicação oral usada principalmente no tratamento e prevenção dos sintomas da hiperplasia prostática benigna (HPB) em homens que apresentam aumento da próstata. São necessários alguns meses de uso para perceber os efeitos. Também é utilizado para combater a queda de cabelo em homens, e é parte da terapia hormonal em mulheres transgênero. 
Os efeitos adversos mais reportados da dutasterida, que são estatisticamente raros, incluem disfunção sexual, dor nas mamas e depressão. O uso durante a gravidez é contraindicado devido ao perfil antiandrógeno da dutasterida, que pode interferir na diferenciação sexual de fetos machos. 
Esse fármaco foi patenteado em 1993 pela GlaxoSmithKline e aprovado para o uso medicinal em 2001. Está disponível também na forma genérica. Em 2007, foram registradas mais de um milhão de prescrições nos Estados Unidos.   

## Uso na Medicina

### Aumento da próstata
Dutasterida é utilizada para o tratamento de hiperplasia benigna da próstata. Comumente conhecida como aumento da próstata. Os inibidores da 5α-redutase (dutasterida e finasterida) são uma opção de tratamento, porém apresentam ação mais lenta, em meses em relação aos alfabloqueadores, que é de semanas[carece de fontes?].

### Câncer de próstata
Em 2010, uma revisão da Cochrane constatou redução de 25-26% do risco de desenvolvimento de câncer de próstata a partir da quimioprofilaxia com 5α-redutases. No entanto, foi descoberto que essas isoenzimas aumentam o risco de desenvolvimento de certas formas raras e agressivas de câncer (27% de risco de aumento), apesar de nem todos os estudos terem observado esse comportamento. Dessa forma, não existem informações suficientes para determinar se eles tem efeito no risco geral de morte por câncer de próstata.

### Queda de cabelo - alopecia
Dutasterida é aprovada para o tratamento de alopecia androgenética, a queda de cabelo parcial, masculina na Coreia do Sul, Japão e no Brasil,na dosagem de 0.5 mg por dia. Foi descoberto em diversos estudos que, o uso de dutasterida em homens induz melhor e mais rápido crescimento do cabelo em relação à performance da mais alta dosagem de Finasterida aprovada para essa mesma patologia. A efetividade superior da dutasterida em comparação à finasterida para essa indicação é associada ao fato da inibição da 5α-redutase e consequente redução da produção de Di-hidrotestosterona (DHT) dentro dos folículos capilares é mais completa com a dutasterida. Esse fármaco também é utilizado off-label, ou seja, sem prescrição da bula, para o tratamento de alopecia feminina.

### Crescimento excessivo de cabelo
Por mais que não hajam registros específicos para dutasterida, inibidores da 5α-redutase como a Finasterida são efetivos para o tratamento de hirsutismo (crescimento exagerado de pelos no corpo e/ou rosto) em mulheres. Em um estudo, em que 89 mulheres que apresentam hiperandrogenismo devido à síndrome adrenarca persistente, o uso de finasterida produziu uma redução de 93% do hirsutismo facial e 73% de redução do hirsutismo facial após 2 anos de tratamento. Outros estudos utilizando finasterida em hirsutismo também se mostraram efetivos. Dutasterida pode ser mais efetiva que a finasterida para essa indicação, por conta que a inibição da 5α-redutase nessa primeira é comparavelmente mais completa em detrimento à finasterida. 

### Terapia hormonal em transgêneros
A dutasterida comumente é utilizada como componente da terapia hormonal em mulheres transgênero, em combinação com estrogênio e/ou outro antiandrógeno como a espironolactona. A dutasterida pode ser útil para o tratamento de alopecia em pessoas com problemas de tolerância a espironolactona.

### Formas disponíveis
A dutasterida está disponível na forma de cápsulas gelatinosas duras com ação prolongadas com 0.5 mg de dutasterida e 0.4 de tansulosina cada.

## Efeitos adversos
A dutasterida foi descoberta bem tolerante, em geral, nos estudos em homens e mulheres, produzindo efeitos adversos mínimos. Os efeitos adversos mais comuns incluem dor de cabeça e desconforto gastrointestinal. Episódios isolados de mudanças menstruais, acne e tontura também foram relatados. Há um pequeno risco de ginecomastia glandular em homens (alargamento ou desenvolvimento do tecido mamário). O risco de ginecomastia a partir do uso de inibidores 5α-redutase é de 2,8%.
A FDA adicionou um alerta para o risco de câncer de próstata de alto nível para a dutasterida. Enquanto a mudança de potencial positivo, negativo ou neutro para o risco de desenvolvimento de câncer de próstata não forem bem estabelecidos, a evidência mostra que pode temporariamente reduzir o crescimento e a prevalência de tumores de próstata benignos, mas também mascarar a detecção precoce de câncer de próstata. A maior preocupação é para os pacientes que podem desenvolver câncer de próstata durante o uso de dutasterida para tratamento de hiperplasia prostática benigna, que pode atrasar o diagnóstico e o tratamento precoce do câncer de próstata, e como resultado, uma potencial probabilidade de aumento do risco de desenvolvimento de câncer de próstata de alto nível nesses pacientes. Uma metanálise de 2018 descobriu que não há altos riscos de câncer de mama com o uso de inibidores de 5α-redutase.
Disfunção sexual, assim como disfunção erétil, perda de libido ou redução do volume do sêmen são por muitos autores, alguns dos efeitos adversos  de inibidores de 5α-redutase, ocorrendo em ao menos 4,8% dos pacientes, e que em alguns casos, pode persistir após o finalizar o uso do medicamento, levando a uma menor qualidade de vida. Entretanto, ainda em 2021, esse tópico ainda continua sendo muito contestado na literatura acadêmica, e a metanálise de artigos de fontes confiáveis internacionais divergem de onde esse fenômeno é proveniente, se é apenas um efeito placebo ou nocebo, ou se não existem evidências suficientes para essa conclusão. A síndrome pós finasterida foi criada com uma divisão assistencial médica para estudo desse tópico (finasterida sendo uma similar inibidora de 5α-redutase), e os processos judiciais alegando prejuízo com uso do fármaco estão em andamento.
Diversos pequenos estudos tem mostrado associação dos inibidores de 5α-redutase e depressão. Em contrapartida, a maior parte dos estudos não observou esse efeito adverso. Houve também relatos de depressão persistente prolongada em uma porcentagem de homens, mesmo após o fim do uso de dutasterida, por mais que não tenham evidências suficientes para apoiar essa afirmação. 

## Overdose
Não existe antídoto específico para overdose de dutasterida por ser bem tolerada e extremamente segura. Estudos de pesquisa mostraram que a dutasterida quando tomada 100 vezes a mais que o normal não é letal. O tratamento da overdose de dutasterida deve ser baseado nos sintomas e na recuperação. A meia-vida longa da dutasterida deve ser levada em consideração em um evento de overdose da medicação. A dutasterida tem sido utilizada em estudos clínicos em doses de até 40mg/dia durante uma semana (80 vezes a dose terapêutica) e 5mg/dia por 6 meses (10 vezes a dose terapêutica) sem preocupações adicionais em saúde ou outros efeitos adversos, respectivamente. 

## Interações
Apesar de não possuírem estudos de pesquisa com conclusões concretas, sabe-se que inibidores de 5α-redutase como a dutasterida podem evitar a formação de metabólitos de neuro esteroides como a alopregnanolona a partir da síntese de progesterona, e daí atenuar os efeitos sociocognitivos da progesterona, particularmente se forem administradas oralmente. 

## Farmacologia

### Farmacodinâmica
A dutasterida pertence a uma classe de fármacos denominada inibidores de 5α-redutase, que bloqueiam a ação dessas enzimas, que convertem testosterona em Di-hidrotestosterona (DHT). Esse fármaco inibe todas as 3 formas da 5α-redutase e pode diminuir os níveis de DHT no sangue em até 98%. É especificamente, um mecanismo competitivo irreversível inibidor das 3 isoformas da 5α-redutase, tipo I, II, e III (o valor de IC50 para o tipo I é de 3.9 nM e de 1.8 nM para o tipo II). Essa é a diferença entre a finasterida, que também é um inibidor irreversível de 5α-redutase, mas só inibe as isoenzimas tipo II e III. Como resultado dessa diferença, a dutasterida é capaz de alcançar uma redução dos níveis de circulação de DHT em até 98%, enquanto a finasterida é capaz de reduzir em apenas 65-70%. Apesar dessa performance ser diferente, os dois princípios ativos diminuem os níveis de DHT em uma extensão parecida de aproximadamente 85-90% na glândula prostática, na qual a isoforma tipo II da 5α-redutase é predominante. 
Como as 5α-redutases degradam testosterona DHT, a inibição das mesmas pode causar um aumento de testosterona circulante. Porém, um estudo de 2018 descobriu que a atuação dos inibidores de 5α-redutases não resultam em aumentos consistentes nos níveis de testosterona, com alguns estudos mostrando aumentos, e outros nenhuma mudança. Não houve mudanças estatísticas significativas nos níveis de testosterona a partir de inibidores de 5α-redutase nas meta análises em geral, no entanto, homens com menores níveis de testosterona podem apresentar um aumento desses níveis. 
Não obstante, os inibidores de 5α-redutase como a dutasterida também são inibidores da neurosteroidogênese, prevenindo a 5α-redutase de mediar a biossíntese de vários neuroesteróides, incluindo a alopregnanolona (da síntese de progesterona), a tetra-hidrodeoxicorticosterona (THDOC, da desoxicorticosterona) e a 3α-androstanediol (da testosterona). Esses neuroesteróides são potentes moduladores alostéricos positivos do receptor de GABAA, e foram capazes de ser antidepressivos, ansiolíticos e de efeito pró-sexual em pesquisas com animais. Por essa razão, a prevenção de formação de neuroesteróides pode estar envolvida com a disfunção sexual e depressão, que foram associadas com os inibidores de 5α-redutase como a dutasterida.

### Farmacocinética
A biovariabilidade oral da dutasterida é de aproximadamente 60%. Comidas não afetam negativamente a absorção da dutasterida. O pico no plasma ocorrem de 2 a 3 horas depois da administração. No sêmen, os níveis de dutasterida encontrados foram de 3 ng/mL, sem significantes efeitos nos níveis de DHT nos parceiros sexuais. O fármaco é largamente metabolizado no fígado pela CYP3A4. Ela tem 3 metabólitos principais, incluindo a  6'-hidroxy dutasterida, 4'-hidroxy dutasterida, e a 1,2-dihidrodutasterida, os dois primeiros são formados a partir da CYP3A4, enquanto a última não é. Todos os 3 metabólitos são ativos, a 6'-hidroxy dutasterida tem potência similar aos inibidores da 5α-redutase, enquanto os outros dois são menos potentes. A dutasterida tem uma meia vida longa, de 4 a 5 semanas. A eliminação da meia vida da meia vida da dutasterida é maior nos mais velhos (170 horas em homens 20-49 anos, 300 horas em homens >70 anos). Não é necessário ajuste de dosagem nos mais velhos e nem em pacientes com doença renal crônica. Isso devido a sua longa meia vida, a dutasterida requer 5 ou 6 meses para alcançar estado de concentração estável. E ela também permanece no corpo por um longo tempo depois da descontinuação do uso, podendo ser detectada de 4 até 6 meses. Já a finasterida, tem uma meia vida curta, de 5 a 8 horas apenas. A dutasterida é eliminada principalmente nas fezes como metabólitos (cerca de 40%), uma pequena porção é eliminada na urina (5%).

## Química
A dutasterida, também conhecida como N-[2,5-bis(trifluoretileno)]-3-oxo-4-aza-5α-androst-1-ene-17β-carboxamida, é um androstano esteroide sintético e uma 4-azasteroid. É uma análoga à finasterida, em que a porção da amida tert-butyl foi trocada por um grupamento 2,5-bis(trifluoromethyl)phenyl.

## História
A dutasterida foi patenteada em 1996, e foi descrita inicialmente na literatura científica em 1997. Foi aprovada pela FDA para o tratamento de próstata aumentada em novembro de 2001 e foi introduzida ao mercado Norte-americano no ano seguinte, com o nome de Avodart. Nos anos subsequentes, ela foi inserida em vários outros países também, incluindo países da Europa e na América do Sul. A patente de proteção da dutasterida expirou em Novembro de 2015, e o fármaco se tornou disponível nos Estados Unidos em várias formulações genéricas de menor custo.
Foi aprovada, desde 2015 para o tratamento de alopecia androgenética, a queda de cabelo masculina na Coreia do Sul e no Japão, na dosagem de 0.5 mg por dia. E esse fármaco também é utilizado off-label nos Estados Unidos sem prescrição da bula.

## Sociedade e cultura
Avodart (dutasterida) 500 µg em cápsulas duras.

### Nomes genéricos
Dutasterida é o nome genérico para o princípio ativo do Avodart e possui a mesma fórmula, método de fabricação, veículo e é composta dos sete outros ingredientes moleculares INN, USAN, BAN, e JAN.

### Nome de referência
Dutasterida é vendida sob o nome Avodart, possui fórmula combinada com a tansulosina com nome de Combodart e Duodart. E essas são vendidas com outros nomes genéricos também. A dutasterida também está disponível em combinação com a alfuzosina, com nome de Afusin-D e dutalfa, mas somente na Índia.

### Disponibilidade
A dutasterida está disponível por todo mundo, incluindo os Estados unidos, Canadá, Reino Unido, Irlanda e outros países europeus, Austrália e África do Sul, assim como no Brasil e outros países da América latina e na Ásia. Sua fórmula genérica também está disponível nos Estados Unidos, Brasil e outros países. 

## Pesquisa
A dutasterida tem sido estudada em combinação com bicalutamida para o tratamento de câncer de próstata.
Um estudo descobriu que a dutasterida bloqueia a formação do neuroesteróide alopregnanolona a partir da progesterona, e ela se mostrou efetiva na redução dos sintomas em mulheres com O transtorno disfórico pré-menstrual (TDPM).

## Referência bibliográfica
1. 1 2 3  BNF 76 : September 2018 - March 2019. British Medical Association, Royal Pharmaceutical Society of Great Britain, Joint Formulary Committee. London: [s.n.] 2018. OCLC 1050279948
2. 1 2 3 4  «"Dutasteride monograph for professionals " Drugs.com». London: Palgrave Macmillan UK. 1995: 2–18. ISBN 978-1-349-80164-0. Consultado em 12 de setembro de 2022
3. 1 2  Wu, Christopher; Kapoor, Anil (julho de 2013). «Dutasteride for the treatment of benign prostatic hyperplasia». Expert Opinion on Pharmacotherapy (em inglês) (10): 1399–1408. ISSN 1465-6566. doi:10.1517/14656566.2013.797965. Consultado em 12 de setembro de 2022
4. ↑  «Dutasterida». Aché. Consultado em 12 de setembro de 2022
5. 1 2 3 4  Shapiro, Jerry (2015). Hair Loss and Restoration. Nina Otberg Second edition ed. Boca Raton, FL: [s.n.] OCLC 906025854
6. 1 2 3  Wesp, Linda M.; Deutsch, Madeline B. (março de 2017). «Hormonal and Surgical Treatment Options for Transgender Women and Transfeminine Spectrum Persons». Psychiatric Clinics of North America (1): 99–111. ISSN 0193-953X. doi:10.1016/j.psc.2016.10.006. Consultado em 12 de setembro de 2022
7. 1 2 3 4 5 6 7  'Hair growth and disorders". Ulrike Blume-Peytavi. Berlin: Springer. 2008. OCLC 272298782
8. ↑  «"O top 300 de 2020"». CRC Press. 23 de agosto de 2011: 300–305. ISBN 978-0-429-06329-9. Consultado em 13 de setembro de 2022
9. ↑  «Dutasteride - Drug Usage Statistics, ClinCalc DrugStats Database». clincalc.com. Consultado em 13 de setembro de 2022
10. ↑  Slater, Sarah; Dumas, Cameron; Bubley, Glenn (março de 2012). «Dutasteride for the treatment of prostate-related conditions». Expert Opinion on Drug Safety (em inglês) (2): 325–330. ISSN 1474-0338. doi:10.1517/14740338.2012.658040. Consultado em 13 de setembro de 2022
11. ↑  Wilt, Timothy J.; MacDonald, Roderick; Hagerty, Karen; Schellhammer, Paul; Tacklind, James; Somerfield, Mark R.; Kramer, Barnett S. (novembro de 2010). «5-α-Reductase inhibitors for prostate cancer chemoprevention: an updated Cochrane systematic review: 5-α-REDUCTASE INHIBITORS FOR PROSTATE CANCER PREVENTION». BJU International (em inglês) (10): 1444–1451. doi:10.1111/j.1464-410X.2010.09714.x. Consultado em 13 de setembro de 2022
12. 1 2 3 4 5 6 7 8  Fertig, Raymond M; Gamret, A Caresse; Darwin, Evan; Gaudi, Sudeep (2017). «Sexual side effects of 5-α-reductase inhibitors finasteride and dutasteride: A comprehensive review». Dermatology Online Journal (11). ISSN 1087-2108. doi:10.5070/d32311037240. Consultado em 13 de setembro de 2022
13. ↑  Torres, Priscila (25 de Fevereiro de 2022.). «ANVISA aprova a nova indicação do medicamento dutasterida para o tratamento da calvície masculina». Bioredbrasil. Consultado em 29 de Julho de 2025. Cópia arquivada em 18 de Abril de 2025 Verifique data em: |data= (ajuda)
14. 1 2  Choi, Gwang Seong; Kim, Joon Hyung; Oh, Shin-Young; Park, Jung-Min; Hong, Ji-Soo; Lee, Yil-Seob; Lee, Won-Soo (2016). «Safety and Tolerability of the Dual 5-Alpha Reductase Inhibitor Dutasteride in the Treatment of Androgenetic Alopecia». Annals of Dermatology (4). 444 páginas. ISSN 1013-9087. doi:10.5021/ad.2016.28.4.444. Consultado em 13 de setembro de 2022
15. ↑  Dhurat, Rachita; Sharma, Aseem; Rudnicka, Lidia; Kroumpouzos, George; Kassir, Martin; Galadari, Hassan; Wollina, Uwe; Lotti, Torello; Golubovic, Masa (maio de 2020). «5‐Alpha reductase inhibitors in androgenetic alopecia: Shifting paradigms, current concepts, comparative efficacy, and safety». Dermatologic Therapy (em inglês) (3). ISSN 1396-0296. doi:10.1111/dth.13379. Consultado em 13 de setembro de 2022
16. ↑  Zhou, Zhongbao; Song, Shiqiang; Gao, Zhenli; Wu, Jitao; Ma, Jiajia; Cui, Yuanshan (20 de fevereiro de 2019). «The efficacy and safety of dutasteride compared with finasteride in treating men with androgenetic alopecia: a systematic review and meta-analysis». Clinical Interventions in Aging (em inglês): 399–406. PMC 6388756. PMID 30863034. doi:10.2147/CIA.S192435. Consultado em 13 de setembro de 2022
17. ↑  Olsen, Elise A.; Hordinsky, Maria; Whiting, David; Stough, Dow; Hobbs, Stuart; Ellis, Melissa L.; Wilson, Timothy; Rittmaster, Roger S. (dezembro de 2006). «The importance of dual 5α-reductase inhibition in the treatment of male pattern hair loss: Results of a randomized placebo-controlled study of dutasteride versus finasteride». Journal of the American Academy of Dermatology (6): 1014–1023. ISSN 0190-9622. doi:10.1016/j.jaad.2006.05.007. Consultado em 13 de setembro de 2022
18. 1 2  Nusbaum, Aron G.; Rose, Paul T.; Nusbaum, Bernard P. (agosto de 2013). «Nonsurgical Therapy for Hair Loss». Facial Plastic Surgery Clinics of North America (3): 335–342. ISSN 1064-7406. doi:10.1016/j.fsc.2013.04.003. Consultado em 13 de setembro de 2022
19. ↑  Treatment of skin disease : comprehensive therapeutic strategies. Mark Lebwohl, Warren R. Heymann, John Berth-Jones, Ian Coulson Fourth edition ed. [Edinburgh?]: [s.n.] 2014. OCLC 858816217
20. 1 2 3 4 5 6 7 8  Foye's principles of medicinal chemistry. William O. Foye, Thomas L. Lemke, David A. Williams 6th ed ed. Philadelphia: Lippincott Williams & Wilkins. 2008. OCLC 145942325
21. ↑  «Registro ANVISA nº 1221401000010 - DUTASTERIDA + CLORIDRATO DE TANSULOSINA - VÁLIDO». www.smerp.com.br. Consultado em 16 de setembro de 2022
22. ↑  Daizadeh, Iraj (14 de junho de 2011). «Analyzing United States Prescribing Information to gain insight into FDA-sponsor discussions». Journal of Commercial Biotechnology (3): 218–229. ISSN 1462-8732. doi:10.1057/jcb.2011.11. Consultado em 16 de setembro de 2022
23. ↑  Trost, Landon; Saitz, Theodore R.; Hellstrom, Wayne J.G. (maio de 2013). «Side Effects of 5‐Alpha Reductase Inhibitors: A Comprehensive Review». Sexual Medicine Reviews (em inglês) (1): 24–41. doi:10.1002/smrj.3. Consultado em 16 de setembro de 2022
24. ↑  Walsh, Patrick C. (abril de 2010). «Chemoprevention of Prostate Cancer». New England Journal of Medicine (13): 1237–1238. ISSN 0028-4793. doi:10.1056/nejme1001045. Consultado em 16 de setembro de 2022
25. ↑  Wang, Jiamin; Zhao, Shankun; Luo, Lianmin; Li, Ermao; Li, Xiaohang; Zhao, ZhiGang (outubro de 2018). «5-alpha Reductase inhibitors and risk of male breast cancer: a systematic review and meta-analysis». International braz j urol (5): 865–873. ISSN 1677-6119. doi:10.1590/s1677-5538.ibju.2017.0531. Consultado em 16 de setembro de 2022
26. ↑  Traish, Abdulmaged M. (janeiro de 2020). «Post-finasteride syndrome: a surmountable challenge for clinicians». Fertility and Sterility (1): 21–50. ISSN 0015-0282. doi:10.1016/j.fertnstert.2019.11.030. Consultado em 16 de setembro de 2022
27. ↑  Fertig, Raymond; Shapiro, Jerry; Bergfeld, Wilma; Tosti, Antonella (2016). «Investigation of the Plausibility of 5-Alpha-Reductase Inhibitor Syndrome». Skin Appendage Disorders (3-4): 120–129. ISSN 2296-9195. doi:10.1159/000450617. Consultado em 16 de setembro de 2022
28. ↑  Liu, Luhao; Zhao, Shankun; Li, Futian; Li, Ermao; Kang, Ran; Luo, Lianmin; Luo, Jintai; Wan, Shawpong; Zhao, Zhigang (setembro de 2016). «Effect of 5α-Reductase Inhibitors on Sexual Function: A Meta-Analysis and Systematic Review of Randomized Controlled Trials». The Journal of Sexual Medicine (9): 1297–1310. ISSN 1743-6095. doi:10.1016/j.jsxm.2016.07.006. Consultado em 16 de setembro de 2022
29. 1 2  «Butylated Hydroxyanisole (BHA)». Oxford, UK: Blackwell Science Ltd. 26 de novembro de 2007: 86–89. Consultado em 16 de setembro de 2022
30. ↑  Diviccaro, Silvia; Melcangi, Roberto Cosimo; Giatti, Silvia (maio de 2020). «Post-finasteride syndrome: An emerging clinical problem». Neurobiology of Stress. 100209 páginas. ISSN 2352-2895. doi:10.1016/j.ynstr.2019.100209. Consultado em 16 de setembro de 2022
31. ↑  «Stress leads to hair loss». News Digital Object Group. 24 de abril de 2021. Consultado em 16 de setembro de 2022
32. 1 2 3 4  &NA; (fevereiro de 2008). «US FDA alerts about revisions to varenicline prescribing information». Reactions Weekly (1188). 2 páginas. ISSN 0114-9954. doi:10.2165/00128415-200811880-00002. Consultado em 16 de setembro de 2022
33. 1 2  Pearlstein, Teri (6 de fevereiro de 2016). «Treatment of Premenstrual Dysphoric Disorder: Therapeutic Challenges». Expert Review of Clinical Pharmacology (4): 493–496. ISSN 1751-2433. doi:10.1586/17512433.2016.1142371. Consultado em 16 de setembro de 2022
34. ↑  Goletiani, Nathalie V.; Keith, Diana R.; Gorsky, Sara J. (2007). «Progesterone: Review of safety for clinical studies.». Experimental and Clinical Psychopharmacology (5): 427–444. ISSN 1936-2293. doi:10.1037/1064-1297.15.5.427. Consultado em 16 de setembro de 2022
35. ↑  King, Kathy A.; Barnabei, Vanessa M. «Hormone Therapy in Menopause». Boston, MA: Springer US: 436–440. Consultado em 16 de setembro de 2022
36. ↑  Bäckström, T.; Bixo, M.; Johansson, M.; Nyberg, S.; Ossewaarde, L.; Ragagnin, G.; Savic, I.; Strömberg, J.; Timby, E. (fevereiro de 2014). «Allopregnanolone and mood disorders». Progress in Neurobiology: 88–94. ISSN 0301-0082. doi:10.1016/j.pneurobio.2013.07.005. Consultado em 16 de setembro de 2022
37. ↑  Bergemann, Niels; Riecher-Rössler, Anita, eds. (2005). «Estrogen Effects in Psychiatric Disorders». doi:10.1007/b12686. Consultado em 16 de setembro de 2022
38. 1 2  Bostwick, David G.; Cheng, Liang (2008). «Preface to Second Edition of Urologie Surgical Pathology». Elsevier: vii. Consultado em 16 de setembro de 2022
39. 1 2 3  Yamana, Kazutoshi; Labrie, Fernand; Luu-The, Van (1 de janeiro de 2010). «Human type 3 5α-reductase is expressed in peripheral tissues at higher levels than types 1 and 2 and its activity is potently inhibited by finasteride and dutasteride». Hormone Molecular Biology and Clinical Investigation (3). ISSN 1868-1891. doi:10.1515/hmbci.2010.035. Consultado em 16 de setembro de 2022
40. 1 2  «Erratum». Boston, MA: Springer US. 2007: E1–E1. ISBN 978-0-387-85768-8. Consultado em 16 de setembro de 2022
41. 1 2 3  Keam, Susan J; Scott, Lesley J (2008). «Dutasteride». Drugs (4): 463–485. ISSN 0012-6667. doi:10.2165/00003495-200868040-00008. Consultado em 16 de setembro de 2022
42. 1 2  Gisleskog, Per Olsson; Hermann, David; Hammarlund-Udenaes, Margareta; Karlsson, Mats O. (dezembro de 1998). «A model for the turnover of dihydrotestosterone in the presence of the irreversible 5α-reductase inhibitors GI198745 and finasteride». Clinical Pharmacology & Therapeutics (6): 636–647. ISSN 0009-9236. doi:10.1016/s0009-9236(98)90054-6. Consultado em 16 de setembro de 2022
43. ↑  Keserü, György M.; Swinney, David C. (7 de agosto de 2015). «Thermodynamics and Binding Kinetics in Drug Discovery». Weinheim, Germany: Wiley-VCH Verlag GmbH & Co. KGaA: 313–329. Consultado em 16 de setembro de 2022
44. 1 2 3  Blackmore, Val (25 de fevereiro de 2014). «Community/Public Health Nursing Practice Maurer Frances A and Smith Claudia M Community/Public Health Nursing Practice 888pp £65.99 Elsevier 9781455707621 1455707627». Primary Health Care (2): 13–13. ISSN 0264-5033. doi:10.7748/phc2014.02.24.2.13.s12. Consultado em 16 de setembro de 2022
45. 1 2  Heesakkers, John; Chapple, Christopher; De Ridder, Dirk; Farag, Fawzy, eds. (2016). «Practical Functional Urology». doi:10.1007/978-3-319-25430-2. Consultado em 16 de setembro de 2022
46. ↑  Traish, Abdulmaged M.; Krakowsky, Yonah; Doros, Gheorghe; Morgentaler, Abraham (janeiro de 2019). «Do 5α-Reductase Inhibitors Raise Circulating Serum Testosterone Levels? A Comprehensive Review and Meta-Analysis to Explaining Paradoxical Results». Sexual Medicine Reviews (1): 95–114. ISSN 2050-0521. doi:10.1016/j.sxmr.2018.06.002. Consultado em 16 de setembro de 2022
47. 1 2 3  Traish, Abdulmaged M.; Mulgaonkar, Ashwini; Giordano, Nicholas (2014). «The Dark Side of 5α-Reductase Inhibitors' Therapy: Sexual Dysfunction, High Gleason Grade Prostate Cancer and Depression». Korean Journal of Urology (6). 367 páginas. ISSN 2005-6737. doi:10.4111/kju.2014.55.6.367. Consultado em 16 de setembro de 2022
48. ↑  Ritsner, Michael S.; Weizman, Abraham, eds. (2008). «Neuroactive Steroids in Brain Function, Behavior and Neuropsychiatric Disorders». doi:10.1007/978-1-4020-6854-6. Consultado em 16 de setembro de 2022
49. ↑  Tvrdeić, Ante; Poljak, Ljiljana (15 de março de 2016). «Neurosteroids, GABAA receptors and neurosteroid based drugs: are we witnessing the dawn of the new psychiatric drugs?». Endocrine Oncology and Metabolism (1): 60–71. ISSN 1849-8922. doi:10.21040/eom/2016.2.7. Consultado em 16 de setembro de 2022
50. ↑  Wolff, Manfred E. (1 de janeiro de 1996). «Principles of Medicinal Chemistry, 4th Edition  Edited by William O. Foye, Thomas L. Lemke, and David A. Williams. Williams and Wilkins, Philadelphia, PA. 1995. xii + 995 pp. 22 × 28.5 cm. ISBN 0-683-03323-9. $70.00.». Journal of Medicinal Chemistry (7): 1567–1568. ISSN 0022-2623. doi:10.1021/jm960031y. Consultado em 16 de setembro de 2022
51. 1 2  Steinhagen, Henning (22 de julho de 2011). «The Evolution of Drug Discovery: From Traditional Medicines to Modern Drugs. By Enrique Raviña.». ChemMedChem (9): 1746–1747. ISSN 1860-7179. doi:10.1002/cmdc.201100321. Consultado em 16 de setembro de 2022
52. 1 2  &NA; (agosto de 2001). «Suit Seeks Wider Availability of Generic Drugs». Emergency Medicine News (8). 46 páginas. ISSN 1054-0725. doi:10.1097/00132981-200108000-00029. Consultado em 16 de setembro de 2022
53. 1 2 3  «Conference». Nutrition (11-12): 968–971. Novembro de 1999. ISSN 0899-9007. doi:10.1016/s0899-9007(99)00196-3. Consultado em 16 de setembro de 2022
54. 1 2 3 4  «Dutasteride». Elsevier. 2016. 1103 páginas. Consultado em 16 de setembro de 2022
55. 1 2  Chu, Franklin M.; Sartor, Oliver; Gomella, Leonard; Rudo, Todd; Somerville, Matthew C.; Hereghty, Belinda; Manyak, Michael J. (agosto de 2015). «A randomised, double-blind study comparing the addition of bicalutamide with or without dutasteride to GnRH analogue therapy in men with non-metastatic castrate-resistant prostate cancer». European Journal of Cancer (12): 1555–1569. ISSN 0959-8049. doi:10.1016/j.ejca.2015.04.028. Consultado em 16 de setembro de 2022